# Забављач (филм)
Забављач (енгл. The Entertainer) је британска драма из 1960. редитеља Тонија Ричардсона. Филм говори о трећеразредном забављачу који покушава да сачува посао упркос бројним приватним проблемима. Лоренс Оливије је за улогу Арчија Рајса био номинован за Оскара за најбољег главног глумца.

## Улоге
| Глумац         | Улога    |
| -------------- | -------- |
| Лоренс Оливије | Арчи     |
| Алан Бејтс     | Френк    |
| Џоун Плаурајт  | Џин      |
| Алберт Фини    | Мик Рајс |
| Ширли Ен Филд  | Тина     |